# Symbrenthia aritus
Symbrenthia aritus är en fjärilsart som beskrevs av Hans Fruhstorfer 1912. Symbrenthia aritus ingår i släktet Symbrenthia och familjen praktfjärilar. Inga underarter finns listade i Catalogue of Life.